# Pierre du Bois de Dunilac
Pierre du Bois de Dunilac, né le 5 mai 1943 à Herzogenbuchsee (canton de Berne) et mort à Pully le 23 juin 2007, est un historien, politologue et enseignant universitaire suisse. 

## Biographie
Après avoir étudié à Paris auprès de Fernand Braudel, avec lequel il se liera d'amitié, et Emmanuel Le Roy Ladurie, avoir fréquenté Louis Aragon et surtout Elsa Triolet, il remplit une carrière universitaire en Suisse après avoir obtenu son doctorat ès-lettres à l'Université de Lausanne. C'est ainsi qu'il devient de 1980 à 1991 professeur à l'Institut universitaire d'études européennes de Genève, puis depuis 1992 professeur à l'IUHEI et à partir de 1986 professeur associé à l'Université de Neuchâtel.
Ses thèmes principaux de recherche en sciences humaines furent l'intégration européenne, le problème des relations est-ouest et la place de la Suisse dans l'échiquier du monde et ses relations et interactions avec lui.
Comme il le déclarait lui-même dans une interview de la télévision suisse romande, ses origines cosmopolites le prédisposaient à ce genre d'études et d'ouverture au monde, il y dit en effet : "Je suis un Suisse très compliqué à dire vrai, […] et par ailleurs pour ajouter à la complication, ma mère est d'origine néerlandaise, la mère de mon père était belge et mon père est né en Allemagne, je suis un vrai Suisse et un vrai européen."
Il descendait, en effet, d'une vieille famille noble neuchâteloise par son père et avait comme il le rappelle, des origines belges par sa grand-mère née Jeanne Straatman, dont la sœur Isabelle Straatman avait épousé le fameux sinologue et diplomate belge Charles Michel et était apparentée à de nombreuses personnalités civiles et militaires de Belgique  sous les règnes de Léopold I et Léopold II.

## Fondation Pierre du Bois pour l'histoire du temps présent
À sa mort, sa veuve Irina du Bois de Dunilac a créé, suivant le désir de son défunt mari, la « fondation Pierre du Bois de Dunilac » dont le but est de susciter et de soutenir des recherches sur l’histoire du temps présent, européenne et globale. Cette fondation met en particulier à disposition une bourse d'études visant à encourager et soutenir une thèse de doctorat dans le domaine de l’histoire du temps présent.
Le lundi 8 décembre 2008, M. Pascal Couchepin, Président de la Confédération suisse a inauguré la Fondation à l'Institut de hautes études internationales et du développement.
À cette occasion, Pascal Couchepin s'exprima au sujet de «l'homme politique et l'actualité». Il se souvint de Pierre du Bois et de l'amitié qui les lia pendant presque un demi-siècle, mettant en avant sa culture et son élégance, ainsi que son amour pour la discussion et pour la découverte de choses nouvelles.

## Publications majeures
- "Musique tsigane et civilisation du divertissement", Cadmos (cahiers trimestriels de l'Institut universitaire d'études européennes de Genève et du Centre européen de la culture), 1979, p. 62-86.
- Les mythologies de la Belle Époque : La Chaux-de-Fonds, André Evard et l'Art nouveau, Lausanne, 1975, W.Suter, 1975, 34 p.
- Drieu La Rochelle. Une vie, Lausanne, 1978
- Union et division des Suisses, Lausanne, 1983
- L'AELE d'hier à demain, Genève, 1987
- La Suisse et le défi européen 1945-1992, Lausanne, Favre, 1989
- La Suisse et l'Espace économique européen, Lausanne, L'Âge d'Homme, 1992
- Ancheta asupra unei ascensiuni. Ceausescu le putere, Bucarest, 1998
- Histoire de l’Europe monétaire, Paris, PUF, 2008

## Archives
Les archives de Pierre du Bois ont été remises à la Fondation Jean Monnet pour l'Europe en 2006. Elles comprennent une documentation privée et des documents officiels relatifs à la Suisse, dans ses rapports avec l'Europe, ainsi qu'à l'Union européenne.
Fonds Pierre du Bois (1935-2006) [papier et photographies ; 7.88 mètres linéaires d'archives].  Cote : CH-002032-0 PDB. Lausanne : Fondation Jean-Monnet pour l'Europe (présentation en ligne).